# Claymore (manga)
Claymore (japonsky クレイモア, Kureimoa) je japonský anime seriál žánru „dark fantasy“. Napsal a ilustroval ji Norihiro Yagi pro Monthly Shonen Jump. Má 26 epizod (v seriálu nazývaných scény), poslední vyšla 25. září 2007.
Claymore se odehrává ve fiktivní fantasy říši na úrovni středověku, kde kromě lidí existují bytosti zvané Yoma – nestvůry živící se lidskými orgány, schopné brát na sebe lidskou podobu a tak žít nepozorovaně mezi lidmi. Snězením mozku své oběti dokážou vstřebat její vzpomínky. Po zabití z nich prýští fialová krev.
Proti hrozbě těchto nestvůr existuje tajná organizace, sdružující bojovnice, pojmenované Claymore po mohutných obouručních mečích, s nimiž proti Yoma bojují. Claymore mají nadlidské schopnosti, jsou velmi zdatné, mrštné mají nesmírný postřeh; jsou silné a odolné a vystačí s minimem jídla na několik dnů. Některé z nich dokáží rychle regenerovat svoje zranění a dokonce i údy useklé v boji. Organizace, která Claymore sdružuje, přijímá prosby vesnic a měst kraje, které sužují Yoma, po čemž na ono místo vyšle jednu nebo více Claymore a o pár dní později do dané obce zavítá poutník v černém, aby vybral poplatek za zabití všech Yoma. Organizace (v celém seriálu není zmíněno její jméno) si taktéž Claymore řadí v jakémsi žebříčku, kde ty nejlepší Claymore mají fenomenální schopnosti, co se týče útoku, hbitosti, speciálních schopností apod. Claymore dokáží též vycítit Yoma i ostatní svého druhu na míle daleko. Mezi obyčejnými lidmi jsou ale vnímány přinejmenším s odstupem.
Claymore i Yoma mají tzv. Yoki, což je energie, která je schopna jejich těla povznést do stádia probuzení, které by se dalo popsat jako metamorfóza na vyšší vývojový stupeň. Jejich podoba dozná znatelných změn - většinou jsou větší, mají více končetin, drápů, zubů, apod. - u každého je tento stádium jiné. Yoma jsou v tomto stádiu ještě mnohem nebezpečnější a obyčejný smrtelník proti nim nemá šanci. Zatímco Yoma se ze stádia probuzení dokáže dostat zpět, Claymore to nedokáží a pokud se zcela probudí, stávají se hrozbou a ostatní Claymore mají za povinnost tyto bytosti zabít.
Claymore se odehrává v několika časových rovinách a v podstatě sleduje vztahy mezi hlavními bojovnicemi a lidmi.

## Seznam dílů
| Díl | Název (anglický a přibližný český)                                      | Název (původní)                                    | Datum             |
| --- | ----------------------------------------------------------------------- | -------------------------------------------------- | ----------------- |
| 1   | "Big Sword -Claymore-" (Velký meč -Claymore-)                           | Dai ken -KUREIMOA-" (大剣 -クレイモア-)            | 3. duben 2007     |
| 2   | "The Black Card" (Černá karta)                                          | "Kuro no sho" (黒の書)                             | 10. duben 2007    |
| 3   | "Darkness in Paradise" (Soumrak v ráji)                                 | "Mahoroba no yami" (まほろばの闇)                  | 17. duben 2007    |
| 4   | "Clare's Awakening" (Clařino probuzení)                                 | "Kurea no kakusei" (クレアの覚醒)                  | 24. duben 2007    |
| 5   | "Teresa of the Faint Smile" (Tereza lehkého úsměvu)                     | "Bishō mi no Teresa" (微笑みのテレサ)              | 1. květen 2007    |
| 6   | "Teresa and Clare" (Tereza a Clare)                                     | "Teresa to Kurea" (テレサとクレア)                 | 8. květen 2007    |
| 7   | "Marked for Death" (Označen pro smrt)                                   | "Shisha no rakuin" (死者の烙印)                    | 15. květen 2007   |
| 8   | "Awakening" (Probuzení)                                                 | "Kakusei" (覚醒)                                   | 22. květen 2007   |
| 9   | "The Slashers (Part 1)" (Vandalové, část 1.)                            | "Kiri saku mono tachi (I)" (斬り裂く者たち(I))     | 29. květen 2007   |
| 10  | "The Slashers (Part 2)" (Vandalové, část 2.)                            | "Kiri saku mono tachi (II)" (斬り裂く者たち(II))   | 5. červen 2007    |
| 11  | "The Slashers (Part 3)" (Vandalové, část 3.)                            | "Kiri saku mono tachi (III)" (斬り裂く者たち(III)) | 12. červen 2007   |
| 12  | "The Endless Gravestones (Part 1)" (Nekonečné náhrobní kameny, část 1.) | "Hate naki bohyō (I)" (果て無き墓標(I))            | 19. červen 2007   |
| 13  | "The Endless Gravestones (Part 2)" (Nekonečné náhrobní kameny, část 1.) | "Hate naki bohyō (II)" (果て無き墓標(II))          | 26. červen 2007   |
| 14  | "Qualified to Fight" (Kvalifikována k boji)                             | "Tatakau shikaku" (闘う資格)                       | 3. červenec 2007  |
| 15  | "The Witch's Maw (Part 1)" (Chřtán čarodějnice, část 1.)                | "Majo no agito (I)" (魔女の顎門(I))                | 10. červenec 2007 |
| 16  | "The Witch's Maw (Part 2)" (Chřtán čarodějnice, část 2.)                | "Majo no agito (II)" (魔女の顎門(II))              | 17. červenec 2007 |
| 17  | "The Witch's Maw (Part 3)" (Chřtán čarodějnice, část 3.)                | "Majo no agito (III)" (魔女の顎門(III))            | 24. červenec 2007 |
| 18  | "The War in the North (Part 1)" (Válka na Severu, část 1.)              | "Kita no senran (I)" (北の戦乱(I))                 | 31. červenec 2007 |
| 19  | "The War in the North (Part 2)" (Válka na Severu, část 2.)              | "Kita no senran (II)" (北の戦乱(II))               | 7. srpen 2007     |
| 20  | "The War in the North (Part 3)" (Válka na Severu, část 3.)              | "Kita no senran (III)" (北の戦乱(III))             | 14. srpen 2007    |
| 21  | "Invasion of Pieta (Part 1)" (Invaze do Pieta, část 1.)                 | "Pieta shinkō (I)" (ピエタ侵攻(I))                 | 21. srpen 2007    |
| 22  | "Invasion of Pieta (Part 2)" (Invaze do Pieta, část 2.)                 | "Pieta shinkō (II)" (ピエタ侵攻(II))               | 28. srpen 2007    |
| 23  | "Critical Point (Part 1)" (Kritický bod, část 1.)                       | "Rinkai ten (I)" (臨界点(I))                       | 4. září 2007      |
| 24  | "Critical Point (Part 2)" (Kritický bod, část 2.)                       | "Rinkai ten (II)" (臨界点(II))                     | 11. září 2007     |
| 25  | "For Whose Sake" (Pro koho?)                                            | "Dare ga tame ni" (誰が為に)                       | 18. září 2007     |
| 26  | "To the Successors" (Následovníkům)                                     | "Uketsugu mono e" (受け継ぐものへ)                 | 25. září 2007     |